# Gephyrolina paragonopora
Gephyrolina paragonopora — вид паразитичних плоских червів класу Цестоди (Cestoda)..

## Опис
Вид паразитує у порожнині тіла сомоподібних  риб Mystus aor, Mystus seenghala (родина Bagridae), та Bagarius yarrelli (родина Sisoridae) в Індії. Черв'як досягає в довжину 280 мм, а ширина 5 мм. Молоді яйця на одному
полюсі мають стебло, як у Amphilina, і личинки відрізняються від інших амфилінід за формою гачків.